# قصر الزهور
قصر الزهور هو القصر الملكي الأول في العراق، شيده الملك فيصل الأول في صوب الكرخ في بغداد، واكتمل في ثلاثينيات القرن العشرين، وكان في حينها يقع على نهر الخر أو الوشاش، ثم هُجِرَ بعد ثورة 14 تموز 1958.
بقي القصر على حاله لعقود، وقد تم ضمُّه إلى حديقة قصر السلام عند بنائه،[محل شك] ثم دمر أثناء القصف الأمريكي على بغداد في عام 2003.